# Daton Fix
Daton Duain Fix (Tulsa, 11 de marzo de 1998) es un deportista estadounidense que compite en lucha libre.
Ganó una medalla de plata en el Campeonato Mundial de Lucha de 2021 (categoría de 61 kg) y una medalla de oro en los Juegos Panamericanos de 2019 (categoría de 57 kg).

## Palmarés internacional
| Campeonato Mundial   | Campeonato Mundial | Campeonato Mundial | Campeonato Mundial |
| Año                  | Lugar              | Medalla            | Categoría          |
| -------------------- | ------------------ | ------------------ | ------------------ |
| 2021                 | Oslo (Noruega)     | Medalla de plata   | 61 kg              |
| Juegos Panamericanos |                    |                    |                    |
| Año                  | Lugar              | Medalla            | Categoría          |
| 2019                 | Lima (Perú)        | Medalla de bronce  | 57 kg              |